# Колвилл, Чарльз, 5-й виконт Колвилл Калросский
Чарльз Марк Тауншенд Колвилл, 5-й виконт Колвилл из Калросса (англ. Charles Mark Townshend Colville, 5th Viscount Colville of Culross; родился 5 сентября 1959 года) - шотландский телевизионный продюсер, режиссер и пэр.

## Биография
Родился 5 сентября 1959 года. Старший сын Марка Колвилла, 4-го виконта Колвилла Калросского (1933—2010), и его первой жены, Мэри Элизабет Уэбб-Боуэн, дочери полковника Мостина Херда Уилера Уэбба-Боуэна.
Получил образование в школе Рагби (Рагби, графство Уорикшир) и в колледже Святого Чада, Даремский университет (Дарем, графство Дарем).
8 апреля 2010 года после смерти своего отца Чарльз Колвилл унаследовал титулы 5-го виконта Колвилла из Калросса, 5-го барона Колвилла и Калросса и 14-го лорда Колвилла из Калросса , а также стал вождем шотландского клана Колвилл.
В июле 2011 года виконт Колвилл Калросский был избран в Палату лордов Великобритании, где заседает в качестве беспартийного депутата. Он использовал свою первую речь в Палате лордов, чтобы обрисовать недостатки неоплачиваемых стажировок в медиаиндустрии.
5-й виконт Колвилл Калросский не женат и не имеет детей, наследником титула является его младший брат, достопочтенный Ричмонд Джеймс Иннис Колвилл (род. 1961), отец двоих сыновей.